# 京东集团

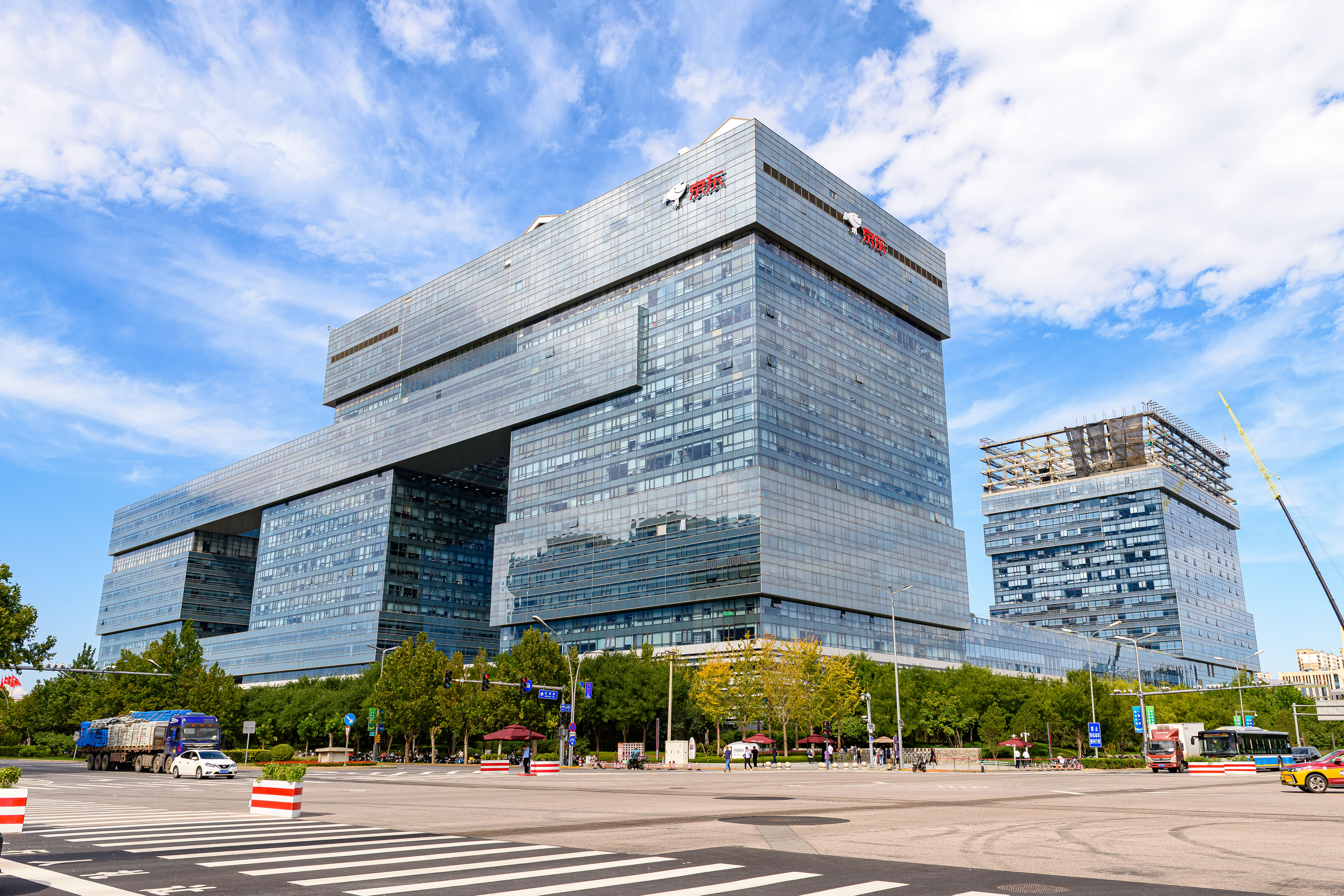
京东总部大楼1号楼（2024年9月）

京东集团（NASDAQ：JD、港交所：9618、港交所：89618（人民幣結算）），前稱360buy和京東商城，由刘强东于1998年6月18日创立，是一家总部位于北京的中国电子商务公司，主要為B2C模式的購物網站。2014年，京东集团在美国纳斯达克证券交易所上市。

## 历史

### 創始時期
2004年，創始人、也是現任行政總裁劉強東取其與初戀女友龚晓京的名字，创立“京东商城”零售平台。作為在线磁光商店，京东商城最早僅銷售電腦產品，但很快变得多样化，销售电子产品、手机、电脑和类似商品，後來甚至出現各種商品。
2007年6月，京東網站域名更換为360buy.com。
2011年，京東在四川成都成立雲端計算中心。

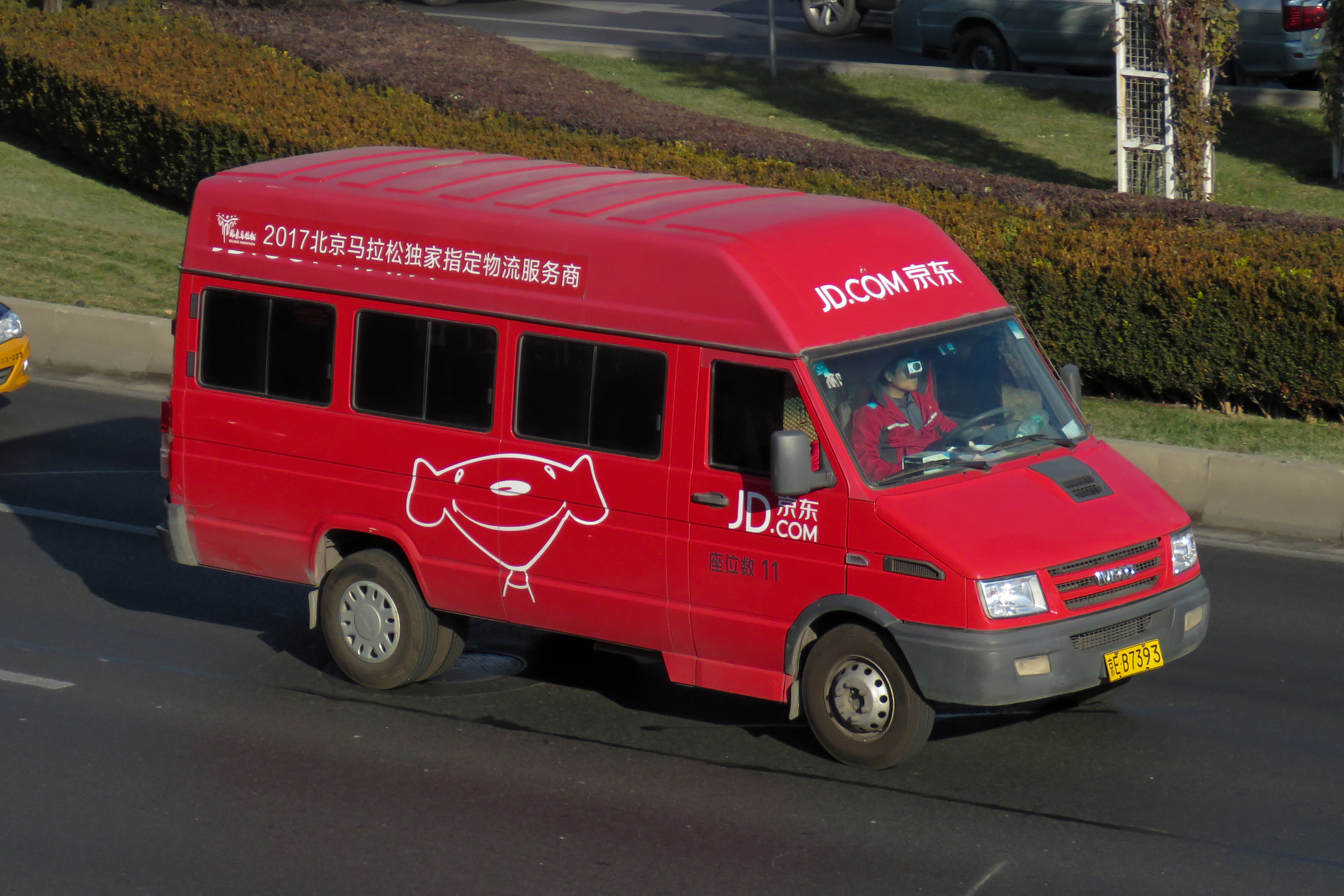
京东的依维柯得意送货车在北京东便门桥下

2013年3月初，京东网站部分域名更换，以JD.COM作为主域名。30日，京东正式更换域名为JD.COM，并对首页进行改版，推出新的Logo与吉祥物形象“Joy”（一只卡通金属狗）。

### 商業活動
2013年2月16日，沙特阿拉伯王子阿勒瓦利德的投資旗艦王国控股公司（Kingdom Holding Company）和安大略教師退休基金宣布入股內地B2C網站京東商城，Kingdom為首的投資者團隊合共以15億沙特里亞爾（約31.2億港元）入股，而Kingdom占股4.7億里亞爾（約9.7億港元）。
2014年3月10日腾讯宣布以2.14亿美元入股京东，成为京东第三大股东。据港交所公告，腾讯宣布以2.14亿美元入股京东并将收购超过3.5亿股京东普通股，意味着腾讯已掌握了京东上市前在外流通普通股的15%。至此，腾讯与京东建立了战略合作伙伴关系。此外，腾讯总裁刘炽平将加入京东董事会。
2014年5月22日，京东集团在美国纳斯达克证券交易所挂牌交易，股票代码为“JD”，发行价19美元。京东本次公开发行共募集17.8亿美元。
2015年1月9日，京東商城以4億美元現金和約7.5億美元資源入股易車網（BITA）。交易完成後，京東持有25%股權。此外，易車旗下專注汽車金融互聯網平臺的子公司易鑫資本，獲得京東1億美元的現金投資認購新發行A類優先股佔17.7%。
2015年8月8日，永輝超市以每股8.93元人民幣向京東商城配股7.17億股，佔完成後公司股本10%，集資64.59億元人民幣。8月8日，牛奶國際以每股8.93元人民幣增持永輝超市1.43億股，交易總代價約為2.1億美元，配股完成後，牛奶公司持有永輝超市的權益將維持於19.99％。
2016年1月16日，仍為京東子公司的京東金融（JD Finance）融資人民幣66.5億元，由紅杉資本中國基金、嘉實投資和中國太平領投，上述A輪投資完成後，京東金融估值提升至人民幣466.5億元。
2016年6月18日，京東商城以1億4500萬新股，涉資14.5億美元，相當於約5%的股權向沃爾瑪公司收購「1號店」（Yihaodian）業務。
2016年11月15日，京東董事會同日授權京東探討京東金融重組的可行性，而京東金融重組的主要目標是要將京東金融轉移到一間只由中國投資者作為股東持有的公司，以便取得中國從事金融服務業務所需的牌照。此舉將令京東不再為京東金融的法定持有人，而務求京東能與京東金融保持長期密切策略合作，京東董事長及CEO劉強東有意參與是次交易並收購京東金融小部份股權。有內地媒體更稱，雖然京東金融被出售，但劉強東仍是實際控制人。
2016年12月31日，沃爾瑪增持京東商城股份至12.1%。
2016年，京東開始提供雲服務。
2017年3月1日，京東同意出售所持有的全數京東金融68.6%股份，令京東不再法定持有京東金融或有效控制京東金融，京東於有關股份交易完成後將收到約人民幣143億元現金，並包括京東未來保留利潤分成權利的條款（即當京東金融未來累計出現正面稅前收入時，京東可分得京東金融其中40%的稅前盈利的利潤分成權利，並有權將此利潤分成權利在日後監管許可的情況下，將此權利轉換成京東金融的40%權益）。京東稱，劉強東將從今次交易收購近4.3%的京東金融股份，不過，劉強東仍將取得京東金融當中的主要投票權，最終京東於2017年第二季度將此142億元收益以額外投入資本(additional paid-in capital)入帳；換言之，京東於2017年第二季經已完成是次出售京東金融的股份。而京東金融是次被分拆後的估值逾500億元人民幣。
2017年6月22日，京東商城與英國高檔時裝購物平台Farfetch建立戰略合作伙伴關係，京東向Farfetch投資3.97億美元（約29.4億港元），並成為其主要股東之一。
2017年12月18日，京東商城斥資2.59億美元入股唯品會5.5%股權。同月，開設七鮮綫下超市。
2018年1月，騰訊、蘇寧、京東及融創中國，相當於418億港元，收購萬達商業香港H股退市時引入的投資人持有的約14%股份，引入新戰略投資者後，萬達商業將更名為萬達商管集團，1至2年内消化房地産業務，2018年2月14日高瓴資本、紅杉中國、招商局集團、騰訊、中國人壽、國開母基金、國調基金、工銀國際等多家機構以25億美元﹙約195億港元﹚入股京東物流，交易完成後，京東集團仍將持有京東物流81.4%的股權。
2018年2月14日步步高商業連鎖股份有限公司發布公告，公司股東張海霞、新沃基金與京東簽署股份轉讓協議，以每股17.1元人民幤合共向後者轉讓公司5%股份，涉資7.39億元人民幣，步步高在中國大陸有592家多業態實體零售門市，業務遍及湘、贛、川、渝、桂、滇等省市，是西南地區最大的零售實體，是中國大陸第九大零售商。
2018年4月27日以每股平均價2.8港元場外認購增持中國物流資産3.21億股新股，占比10.99%，代價8.99億港元。
2018年5月8日京東以3億元人民幣入股TCL控股旗下雷烏科技6.67%股權
2018年6月18日美國Google宣佈入股內地B2C網站京東商城，合共以5.5億美元（約41.3億港元）入股約2710萬股新發售的京東A類普通股，佔0.93%。
2018年7月12日，京東金融宣布簽署B輪融資協議，融資金額約130億元，投資方包括中國國際金融股份旗下中金資本、中國銀行旗下中銀投資、中信建設和中信資本等，而京東此前訂立的協議利潤分成條款亦因這次京東金融B輪融資協議而被攤薄，將由原來的條款，可攤分京東金融未來除稅前盈利的40%，減少至分佔36%。而此次融資後，京東金融估值約1,330億元。

2018年8月9日沃爾瑪和京東商城分别向達達－京東到家投資3.19億美元，以及1.81億美元萬達商管今後不再進行房地産開發，成為純粹的商業管理運營企業，各方將推動萬達商管集團盡快上市。

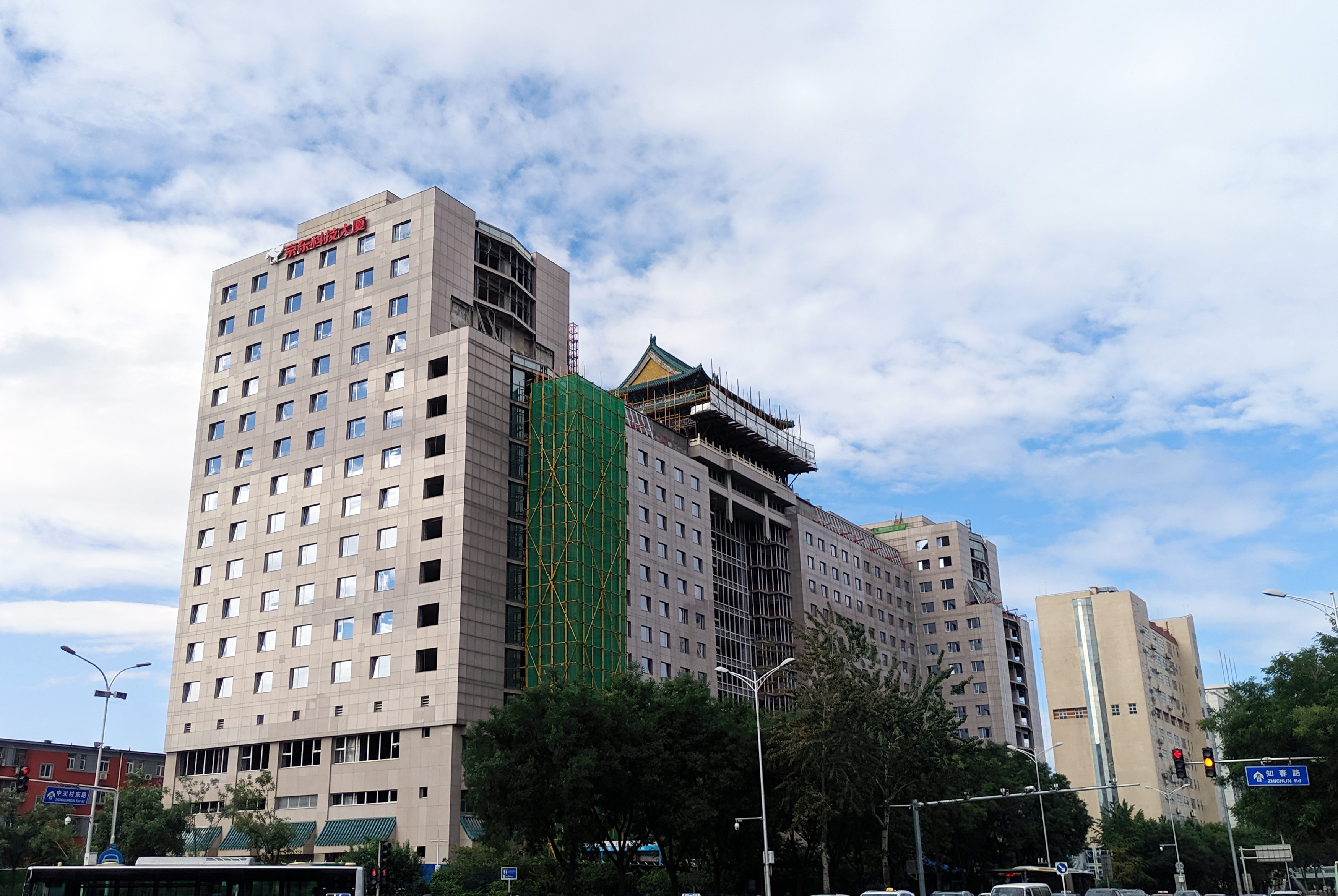
原北京翠宫饭店，现已更名为京东科技大厦

2019年2月12日京东宣布通过旗下的京东尚科信息技术有限公司以27亿人民币收购北京老牌五星级酒店翠宫饭店，并于2020年1月更名为“京东科技大厦”。
2019年3月27日，中銀香港與由劉強東實際控制逾25%股份的京東數字科技控股有限公司（前稱「京東金融」）全資附屬京東新程科技（香港）有限公司 （京東新程）及英資企業怡和集團（Jardine Matheson Group）旗下倫敦及新加坡上市公司怡和策略控股全資擁有的JSH Virtual Ventures Holdings Limited（JSHVV）三方所組成的合營公司獲得香港金管局所發出的首批虛擬銀行牌照，預期約半年後（即約2019年9月後）正式推出虛擬銀行相關服務，以該合營公司將由中銀香港﹑京東新程及怡和策略分別投資44%﹑36%及20%的權益，初始聯合投資總額為25億元來計，京東新程將要出資9億港元。
2019年4月17日，京東以12.7億元人民幣入股家電零售商五星電器46%股權。
2019年6月10日，京東旗下二手商品交易平台「拍拍」將與電子產品回收平台「愛回收」戰略合併，同時京東集團將領投愛回收新一輪超過5億美元的融資。合併后，京东将成為愛回收最大的戰略股東。
2019年9月底，京东的关联公司宿迁京东展锐企业管理有限公司与南通机场集团合资成立京东货运，以南通兴东国际机场為基地。
2020年6月18日，京東在港交所挂牌上市。
2020年10月26日，京東與蕪湖市人民政府簽訂合作協議，包括成立名為「京東航空」的貨運航空公司。
2020年12月13日，京東集團公布，訂立正式的優先股購買協議，據此，公司將通過子公司向興盛(Xingsheng Preference Electronic Business)投資約7億美元，預期雙方在低線市場的業務將形成協同效應。
2021年年初，京东成立京东科技，業務以京东云与人工智能為主。

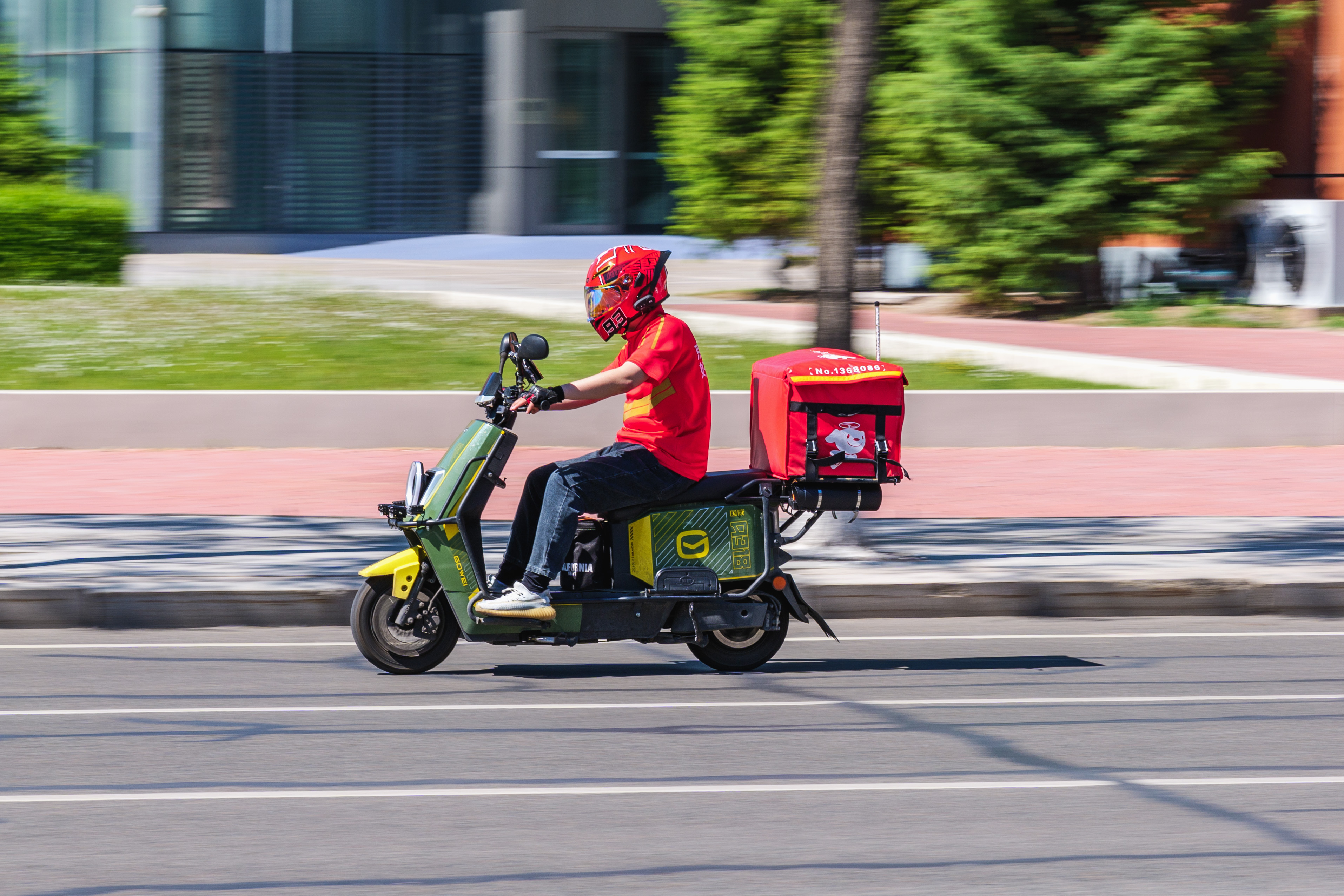
大庆市的京东外卖骑手

2025年2月11日，京东正式进军外送行业，并于同月表示自2025年3月1日起将逐步为京东外卖全职骑手缴纳五险一金，为兼职骑手提供意外险和健康医疗险，成为中国首个为外卖骑手缴纳五险一金的平台。
2025年8月，京東集團完成收購香港佳寶超市，進軍本港實體零售。京東並宣布成立創新零售-佳寶業務部，由佳寶創始人林曉毅出任負責人。

## 主要股東
2025-02-28
| 持股人                          | 权益股份(股) | 权益占比 |
| ------------------------------- | ------------ | -------- |
| Richard Qiangdong Liu           | 3.43亿       | 11.70%   |
| Max Smart Limited               | 3.29亿       | 11.30%   |
| BlackRock, Inc.                 | 1.50亿       | 5.20%    |
| Fortune Rising Holdings Limited | 1685.30万    | 0.60%    |

## 爭議
- 2014年4月1日，京东因涉嫌做空子公司，侵犯子公司和小股东权益被提起诉讼。[46]
- 2015年5月份央視以專題報導型式發表京東商城販賣大量來路不明蘋果手機事件[47]，許多消費者在京東直營自銷網頁上相信京東聲譽而購買的蘋果手機，短則一兩月長則數月就發生大量宕機，前往蘋果維修點結果被告知是舊廢品翻新機也可能含有假貨零件，因此被原廠拒絕維修，蘋果公司由於採取一機多條碼稽核制度，可能因此才揭露此次京東事件，任何蘋果機的主機板、外殼、卡托皆有一組條碼，原裝機三碼必須一致。
- 2016年12月10日，有媒体报道[48]大小为12G的疑似京东用户数据文件泄漏，其中包括身份证、电话、密码等敏感信息。12月11日京东旗下公众号“京东黑板报”回应称泄漏的数据来源是2013年Apache伺服器Struts 2的安全漏洞问题，文章中大量說法是在敘述此漏洞有多廣泛，諸多企業和政府部門也中招，換言之透過問題廣泛化卸除自身責任，[原創研究？]文章結論為不打算做出任何賠償[49]。
- 2017年4月，作家六六在微博上发出一条消息称，有消费者从京东平台买到了腐烂变质的水果，而京东却不接受退货。她表示，消费者通过一次次的失望，已经否定京东的冷链能力。
- 2018年3月，作家六六又在微信公众号发布文章提到她友人在京东上買到假冒商品，京东客服卻辯稱是发错货。京东随后进行道歉，表示对其朋友遇到的消费问题负责到底。刘强东也发布内部信表示，六六事件后，全集团的高管开展了深刻的反思，为此，京東专门推出了全流程更高标准的客户满意度准则，并在集团层面成立了客户卓越体验部[50]。
- 2018年4月2日，北京市网信办、北京市公安局、北京市通信管理局、北京市工商局、北京市文化市场行政执法总队就京东涉嫌售卖违法违规商品、出版物及其他印刷品的行为，依法约谈网站相关负责人，并责令整改[51]。不久《圣经》被京东、淘宝、亚马逊等网站下架。淘宝、当当和亚马逊只剩下圣经故事、圣经精读等改编版本，京东则完全屏蔽搜索结果。此外京东还屏蔽了《古兰经》的搜索结果。[52]中國法規規定宗教原經類出版物只能在官方註冊通過的宗教組織處購買，較大量購買要有實名登記等管理，禁止私人隨意印刷、隨意販售。
- 2018年5月10日，有多位山东客户发现购买的“43度飞天茅台500ml”存在无nfc、无mt、标签印刷出错等问题，怀疑京东销售“假茅台”。京东随后发表声明，称该系列酒的供应商为北京糖业烟酒集团京酒销售有限公司，为正规经销商。京东初步判定运输途中可能存在调包情况。京东称将会对受到影响的客户进行赔付。[53][54][55]
- 2018年9月3日，《紐約時報》及多份國際新聞報導，京东CEO劉強東（英文名為Richard Liu）在8月31日参加由美國明尼苏达大学卡尔森管理学院和清华大学经管学院合作工商管理博士项目的暑假实习时，在个人晚宴上因涉嫌不當性行為被捕，第二天被釋放。[56]京東發表有關聲明聲稱，有人指劉強東「涉性侵是失實指控」[57]。9月4日，美国三家律师事务所Rosen、Schall和Pomerantz对京东涉嫌不实信息披露和证券欺诈问题展开调查，同时邀请投资受损的股民参与调查和可能的集体诉讼[58]。受此影响，9月5日京东股价下跌10.64%，创2017年1月9日以来收盘新低。京东CEO劉強東身家也缩水11.21亿美元[59]。
- 2019年7月份杭州1818黃金眼節目披露，杭州張先生花費1.4萬人民幣購買一台蘋果電腦，[60]結果發現桌面垃圾桶中有別人刪除的音樂檔案備份，日期為2017年，且諸多軟體更新時被蘋果網站警示是由他人帳號下載，無法用自己帳號更新，諸多證據明顯是二手電腦，[61]蘋果官方電話客服聽聞後也明確認定是二手機，由於已經找來記者，京东回复该电脑是苹果直接供货会再进行检测，但現實中確有無法解釋的疑慮發生所以可退換，並提到「可能」可以假一賠三，後續待調查與協商，未當場給出合理解釋和確定方案。[62]
- 2024年10月7日，京東集團創始人劉強東夫人章泽天因佩戴形似神祕組織「光明會」標志的單眼造型胸針引致爭議。對此，其造型師姜成皓11日公開澄清胸針是某法國時裝品牌作品，與網絡傳言的所謂某會毫無關係。京东官微称网络不实信息由大量账号有组织散播，属恶意造谣并已报案。律師周俊武受委托于同日發表聲明澄清。[63][64][65][66]
- 2024年10月14日，京东在社交媒体上发布消息称，京东买药将与脱口秀演员杨笠展开合作。因杨笠此前在脱口秀中的言论涉嫌性别歧视，京东此举引发争议，一些网民呼吁以退出京东Plus会员服务、投诉客服、赎回京东金融平台资金等方式表示抵制。10月17日，京东客服被曝在微博上公然辱骂要求退出Plus会员的用户，并随帖发出包含未经打码的用户隐私信息的图片[67][68]。网络传言称京东金融平台因此事发生挤兑、暂时无法赎回现象，京东金融表示相关言论完全失实。[69]京东删除相关内容后，于10月18日在社交媒体致歉，表示后续与相关演员没有合作计划。[70]
- 2024年11月12日，无锡市宇培物流园二期五号仓库失火，京东官方对“价值十几亿的手机被烧毁”“整个物流园面目全非”“物流园全部都是装好的快递，统统都是易燃品，包括手机的电池”“长期使用12小时的临时工，偷偷吸烟”等网络谣言进行辟谣，失火原因尚在调查中。[71][72]

### 推行996工作制
58同城推行996制度的消息曝光后，网上有邮件截图表示以电商起家的京东，其项目京东云的管理层被京东副总裁何刚要求实行996工作制度，以“建设京东云创业精神”。舆论认为这是京东为抢夺云计算市场作出的决定。
2019年3月15日，有疑似京东员工透露，该公司小部分部门将推行996工作制，其他部门推行995工作制，此举被部分网友认为是变相裁员。后来京东公关发声，称“不会强制要求员工加班，但鼓励大家全情投入，高效产出”。

### 遭诺亚财富起诉
2015年至2019年，承兴系公司通过虚构与京东等公司的购销业务，以应收账款债权向投资机构融资，涉及超300亿元，共造成超80亿元损失。根据2022年11月1日上海市第二中级人民法院出具的刑事判决书，承兴系公司通过伪造京东公司印章、伪造相关购销合同等底层资料，虚构了对京东公司的应收账款债权，又以虚假的应收账款债权转让诱骗各被害单位签订合同。2023年11月24日，诺亚财富旗下的上海歌斐资产管理有限公司诉广东承兴、广东中诚、苏州晟隽、京东世纪的合同纠纷在上海金融法院开庭。12月4日，京东集团发表声明表示“京东作为毫不知情的受害者，被卷入历时四年的恶意诉讼中，公司的声誉和权益遭受重大损失”。在合同诈骗过程中，承兴系公司用假公章、假员工、假系统和虚假的交易数据，骗过诺亚财富及旗下歌斐资产，获得歌斐巨额融资，直至爆雷，导致投资人受到重大损失，对投资人没有尽到相应责任和义务。
2024年5月，上海金融法院披露承兴案的一审判决。根据判决书，法院判令承兴向上海歌斐支付承兴应收账款的未偿还金额人民币34亿元，上海歌斐产生的相关法律费用及开支人民币360万元，承兴向自言租赁支付应收账款回购款8500万元。承兴还被判令承担上海金融法院产生的费用及开支人民币1710万元。惟上海歌斐、自言租赁对京东的诉讼请求，由于缺乏依据，法院不予支持。

## 京東戰略投資
- 佳宝食品超級市場
- 北京京東叁佰陸拾度電子商務有限公司
- 京東到家
- 京喜社交電商平臺
- 京喜通便利店
- 京喜拼拼社區團購
- 京东母婴生活馆
- 达达集团46.09%
- 京東物流64.42%
- 京东物流供应链有限公司100%
- 跨越速運100％
- 新寧物流10％
- 中國物流資產37.02%
- ESR Cayman6.99％
- 京東健康67.49％（21.49億股）
- 京東金融科技控股36.8％
- livi bank 36％
- 招商拓扑银行30％
- 京东产发基础设施资产管理与综合服务
- 樂信控股3.34％
- 京东安联财险33.33%
- 易車（股25.4%）（11.5億美元）
- 易鑫資本（持股10.73%）
- 興盛優選
- 錢大媽
- 國美零售2.8％
- 永輝超市（持股10%）（64.59億人民幣）
- 步步高商業連鎖（持股5%）（7.39億人民幣）
- 廈門見福連鎖管理有限公司20％
- 五星電器
- 北京华冠超市
- 金蝶國際（持股10%）（1.71億美元）
- 天天果園（14.93%）
- 途牛（持股20.7%）
- Farfetch16.7%股權
- 7Fresh七鲜超市51％
- 中山生活无忧百货25％
- 来酷科技10％
- 唯品會（持股7.58%）10103435股A类股
- 越南電商平台Tiki.vn（持股25.65%）
- 都市麗人2.48%
- 雷鳥科技6.67%
- 哆啦寶100%
- 迪信通8.98%
- 彩生活服務集團5%
- JD CENTRAL京東尚泰
- 汽車街
- 中國地利5.37%
- 利豐6.77%
- 小熊U租6.93%
- 首旅慧科15%
- 凯撒旅游7.37％
- 奥本先知17.77%
- 特斯联
- 科大智能5.04％
- 中國聯通2.4％
- 愛回收34.7%
- 廣洲尚品宅配家居股份有限公司8.8%